# Peter Conze
Peter Dietrich Conze (* 15. September 1860 in Langenberg, Kreis Mettmann; † 5. Juli 1939 in Spindelmühle, Reichsgau Sudetenland) war ein deutscher Verwaltungsjurist und Ministerialbeamter. Er war ab 1911 Unterstaatssekretär im Reichskolonialamt und von 1920 bis 1922 Reichskommissar für Auslandsschäden.

## Leben und Wirken
Seine Eltern waren der Seidenfabrikbesitzer und Geheime Kommerzienrat Gottfried Friedrich Conze (1831–1920) (Firma Conze & Colsman) und dessen Ehefrau Johanna Maria Henriette geb. Colsman (1833–1916). Peter Conze heiratete 1890 Berta geb. Schniewind, mit der er drei Söhne und zwei Töchter zeugte.
Conze besuchte die Rektoratsschule in Langenberg und das Evangelisch Stiftische Gymnasium Gütersloh, wo er 1880 auch die Reifeprüfung ablegte. Danach studierte er Rechtswissenschaften in Tübingen, Berlin, Leipzig und Bonn. Sein Studium schloss er 1883 mit der Promotion (Dr. jur.) ab. Während des Studiums leistete er von 1880 bis 1881 Militärdienst als Einjährig-Freiwilliger. 1883 begann er seine Karriere im Justizdienst als Gerichtsreferendar, wechselte 1885 aber in den Verwaltungsdienst als Regierungsreferendar. 

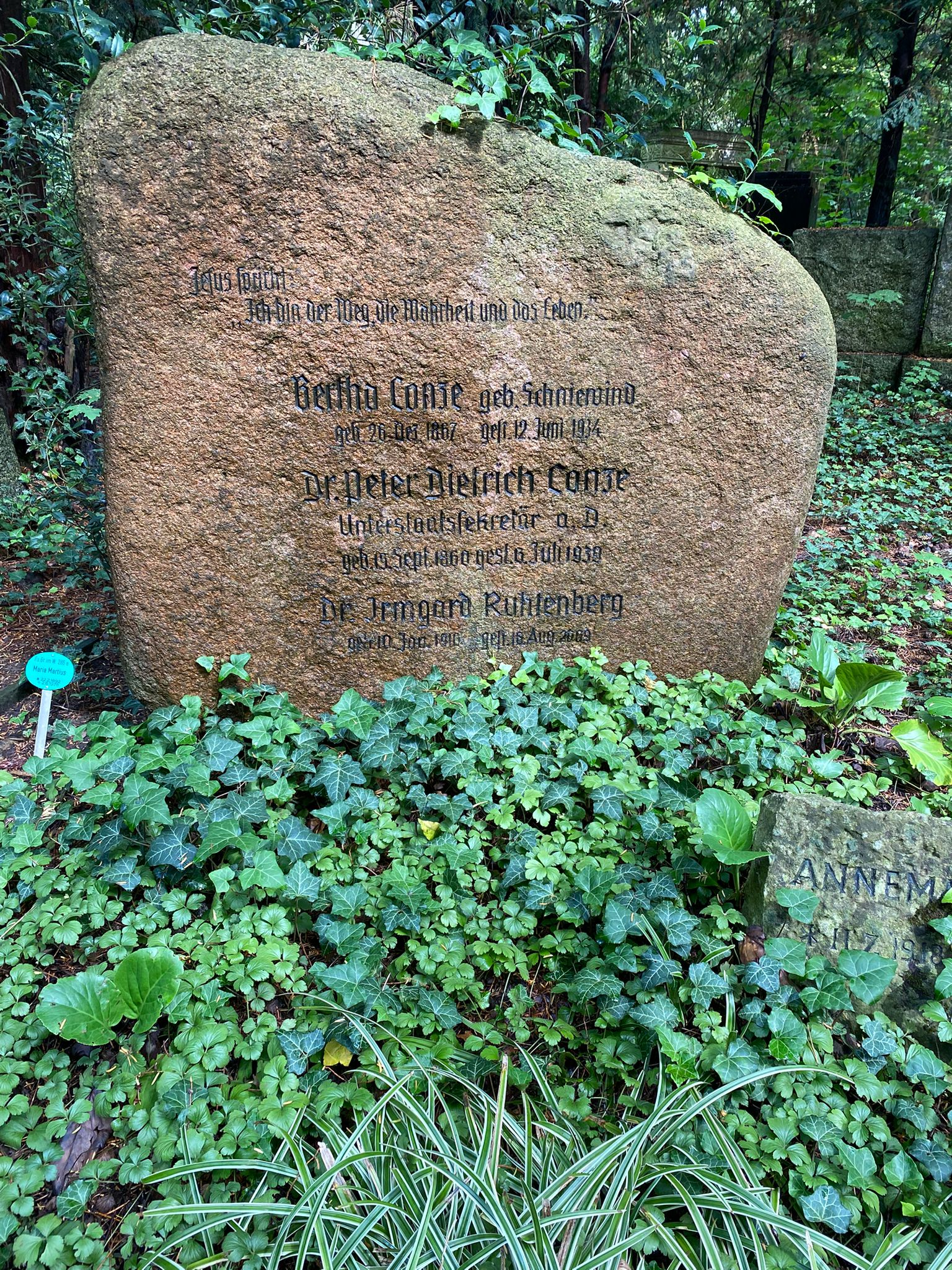
Grabstätte auf dem Parkfriedhof Lichterfelde

Bei der preußischen Regierung in Düsseldorf wurde er 1888 Regierungsassessor und Dezernent für Gewerbesachen. Nach Berlin wechselte er 1890 auf eine Stelle als „Hilfsarbeiter“ im preußischen Finanzministerium. Von 1892 bis 1899 war Conze Landrat des Kreises Mülheim an der Ruhr. Danach wurde er Geheimer Finanzrat und 1902 Geheimer Oberfinanzrat im preußischen Finanzministerium. 
Conze wechselte 1906 als kommissarischer Direktor in die Kolonialabteilung beim Auswärtigen Amt. Nach der Umwandlung der Abteilung in ein Reichskolonialamt im Jahr darauf wurde Conze dort Ministerialdirektor und 1911 Unterstaatssekretär (unter Wilhelm Solf als Staatssekretär). In diesen Funktionen reiste er 1909/10 in die deutsche Kolonie Südwestafrika und das britische Südafrika sowie 1914 nach Kamerun und Togo. Im Jahr 1915 wurde Conze zum Wirklichen Geheimen Regierungsrat mit dem Prädikat Exzellenz ernannt. Von 1916 bis 1919 war er Vorsitzender im Reichsausschuss zur Feststellung der Kriegsschäden. 
Nach der Novemberrevolution 1918 blieb Conze im Staatsdienst, nun der Weimarer Republik. In den Jahren 1920 bis 1922 war er Reichskommissar für Auslandsschäden und 1922 bis 1924 Reichsbevollmächtigter bei der Reichsdarlehnskasse.
Peter Conze wurde auf dem Parkfriedhof Lichterfelde beigesetzt.